# Хабелов Лері Габрелович
Лері Габрелович Хабелов (ос. Хæбæлаты Габрелы фырт Лери; груз. ლერი ხაბელოვი;) — грузинський радянський, російський борець, чемпіон Олімпійських ігор у Барселоні, багаторазовий чемпіон світу та Європи. Заслужений майстер спорту з вільної боротьби (1986 рік).

## Біографія
Народився 5 липня 1964 року у Тбілісі в осетинської сім'ї. Боротьбою почав займатися з раннього дитинства. У 1985 році закінчив Тбіліський державний інститут фізичної культури. До 1992 року виступав за «Трудові резерви» Тбілісі, а згодом — за «Трудові резерви» Владикавказ. Останні роки працював головним тренером збірної Грузії. До 2007 року був одним з керівників Національного олімпійського комітету Грузії.
Живе в Грузії.
1 жовтня 2012 року обраний депутатом парламенту Грузії від Карельського муніципалітету отримавши 50.77 % голосів. Президент Національного Олімпійського Комітету Грузії.

## Спортивні досягнення
- Олімпійський чемпіон (1992)
- П'ятикратний чемпіон світу (1985, 1987, 1990, 1991, 1993)
- Триразовий чемпіон Європи (1985, 1987, 1988)
- Триразовий чемпіон СРСР (1985, 1987, 1988)
- Чемпіон Росії (1993)
- Володар Кубка СРСР (1987)
- Переможець Спартакіади народів СРСР у Мінську (1986)
- Чемпіон світу серед юніорів у Колорадо-Спрінгс (1982)
- Чемпіон світу серед молоді в Анахаймі (1983)
- Чемпіон Європи серед молоді (1984)

## Державні нагороди
- Президентський орден Сяйво (Грузія, 2018)[4]